# Aeronomía

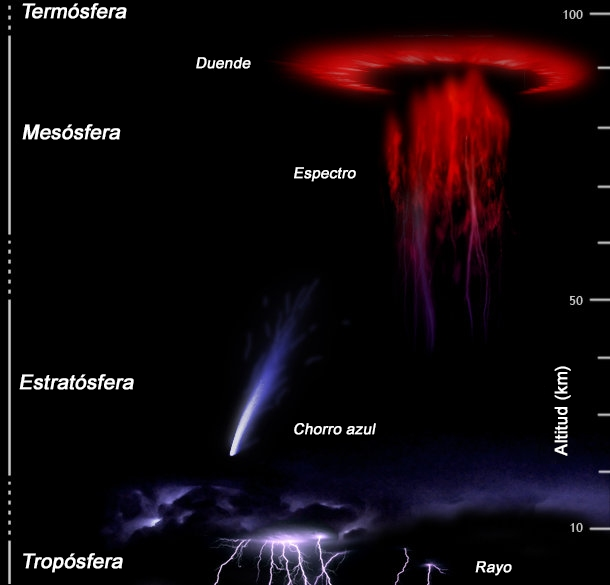
Fenómenos de descarga eléctrica en la atmósfera superior, objeto de estudio de la aeronomía.

Aeronomía es la ciencia que estudia las capas superiores de la atmósfera, donde los fenómenos de ionización y disociación son importantes. El término aeronomía fue introducido por Sydney Chapman y la definición anterior fue hecha en 1960. Hoy en día el término incluye la ciencia de las regiones correspondientes de otros planetas y es una rama de la física atmosférica. La investigación aeronómica necesita de globos, satélites y cohetes sonda. Las mareas atmosféricas dominan la dinámica de la mesosfera y la termosfera inferior, por lo que su comprensión es esencial para la comprensión de la atmósfera como un todo. Otros fenómenos estudiados por la aeronomía son los rayos de la atmósfera superior, como los duendes rojos y los chorros azules.